# 해리엇 (영화)
《해리엇》(영어: Harriet)은 2019년에 개봉한 미국의 전기 영화이다. 케이시 레먼스가 연출하고 그레고리 앨런 하워드와 공동 각본을 썼다. 신시아 어리보가 노예 해방 운동가 해리엇 터브먼을 연기했으며, 그 외에 레슬리 오덤 주니어, 조 앨윈, 저넬 모네이 등이 출연하였다.
2019년 9월 10일 제44회 토론토 국제 영화제에서 공개되었고, 11월 포커스 피처스 배급으로 미국 극장에서 개봉했다. 평단으로부터 대체로 호평을 받았다.

## 줄거리
1849년 노예주 메릴랜드에서 어머니, 여동생과 함께 브로더스 농장의 노예로 살고 있던 애러민타 "민티" 로스는 자유인 존 터브먼과 결혼한다. 역시 자유인인 민티의 아버지는 민티의 어머니가 45세에 자유인이 되었고 그에 따라 자녀들도 자유인으로 태어났다는 내용의 서류를 농장주 에드워드 브로더스에게 제시하지만 에드워드는 이를 찢어버린다.
민티는 절망 속에 에드워드가 죽기를 기도하고, 이를 본 에드워드의 아들 기디언은 민티를 책망한다. 그 후 에드워드가 사망하자 기디언은 민티를 팔아넘기려 한다. 어릴 적 머리를 다친 후로 발작과 환영을 겪어온 민티는 자신이 자유를 찾는 환영을 보자 이를 신의 뜻으로 여기고 탈출하기로 결심한다. 남편 존은 함께 떠나려 하지만 민티는 존의 안전을 위해 혼자 떠난다.
민티는 밤새 도망치며 기디언 일행의 추격을 받는다. 강가 다리에서 궁지에 몰린 민티는 자유를 위해 뛰어내린다. 민티는 살아남아 윌밍턴에 도착하고 노예 폐지론자 토머스 개릿의 도움을 받아 펜실베이니아 주 경계까지 도달한 뒤 필라델피아로 향한다. 그곳에서 민티는 윌리엄 스틸을 만나 '해리엇 터브먼'이라는 새 이름을 얻고, 자유인 마리 뷰캐넌의 집에서 머문다.
필라델피아에서 1년을 지낸 해리엇은 가족들을 데려오기 위해 위조 서류를 써서 존을 찾아가지만, 존은 이미 재혼하여 곧 태어날 아이를 기다리는 중이다. 절망한 해리엇은 아버지와 재회하고, 아버지가 에드워드의 아내 일라이자로부터 어머니의 자유를 샀다는 사실을 알게 된다. 해리엇은 이제 둘 다 자유인이 된 부모, 그리고 일라이자를 두려워하여 떠나길 거부하는 여동생 레이철과 헤어지면서 기디언의 농장 소속인 다섯 명의 노예를 포함한 아홉 명의 노예를 탈출시킨다. 분노한 기디언은 레이철을 협박한다. 한편 활약상을 인정받은 해리엇은 지하철도 위원회에 합류한다.
해리엇은 '모지스'라는 별명으로 지하 철도 안내자 역할을 수행한다. 도주 노예 송환법(Fugitive Slave Act of 1850)이 통과되자 해리엇은 노예들을 캐나다로 피신시키기로 결정한다. 기디언은 해리엇이 '모지스'임을 알게 되자 노예 사냥꾼 비거 롱과 함께 해리엇을 추격한다. 비거 롱은 마리를 떄려 죽이고, 해리엇은 친구들의 도움으로 캐나다로 피신한다. 레이철의 죽음을 알게 된 후 해리엇은 다시 돌아와 부모를 데리고 북쪽으로 향한다.
그 사이 브로더스 농장은 몰락하고, 일라이자는 레이철의 아이들을 미끼로 해리엇을 잡으려 한다. 하지만 해리엇 팀은 기디언 일당을 제압하고 남은 노예들을 구출한다. 마지막 대결에서 기디언은 해리엇을 죽이려는 비거 롱을 쏘아 죽인다. 해리엇은 기디언을 제압하지만 살려주면서 그가 전장에서 승산 없는 전투를 하다가 노예제라는 죄를 지은 채로 죽을 것이라 예언한다. 흑인들은 자유의 몸이 될 거라고 선언한 해리엇은 기디언의 말을 타고 떠난다.
영화는 이후 해리엇이 70명 이상의 노예를 직접 해방시키고, 남북 전쟁에서 북군 스파이로 활동하고, 컴비강 습격에서 150명의 흑인 군대를 이끌어 750명이 넘는 노예를 구출했으며, 여성 참정권 운동에도 힘썼다고 전한다. 해리엇은 91세의 나이로 죽으며 "나는 너희를 위한 처소를 예비하러 간다"는 말을 남긴다.

## 출연
- 신시아 어리보 - 애러민타 "민티" 로스 / 해리엇 터브먼 역
- 레슬리 오덤 주니어 - 윌리엄 스틸 역
- 조 앨윈 - 기디언 브로더스 역
- 클라크 피터스 - 벤 로스 역
- 버네사 벨 캘러웨이 - 릿 로스 역
- 본디 커티스홀 - 새뮤얼 그린 목사 역
- 제니퍼 네틀스 - 일라이자 브로더스 역
- 저넬 모네이 - 마리 뷰캐넌 역
- 오마 도시 - 비거 롱 역
- 팀 기니 - 토머스 개릿 역
- 재커리 모모 - 존 터브먼 역
- 헨리 헌터 홀 - 월터 역
- 토리 키틀스 - 프레더릭 더글러스 역

## 수상
- 제77회 골든 글로브상 - 극영화 부문 여우주연상 후보(신시아 어리보) / 주제가상 후보(조슈아 브라이언 캠벨, 신시아 어리보)
- 제92회 아카데미상 - 여우주연상 후보(신시아 어리보)